# 1960년 하계 올림픽 산마리노 선수단
1960년 하계 올림픽 산마리노 선수단은 이탈리아 로마에서 열린 1960년 하계 올림픽에 참가한 산마리노 선수단이다. 9명의 선수가 3개의 종목에 참가했다.

## 사이클
개인 도로 경주
- 살바토레 팔무치
- 도메니코 케체티
- 산테 키아치
- 비토 코르벨리

단체 타임트라이얼
- 살바토레 팔무치
- 산테 키아치
- 도메니코 케체티
- 비토 코르벨리

## 사격
50m 권총
- 아롤도 카살리
- 스파르타코 케사레티

트랩
- 레오 프란치오시
- 구글리엘모 주스티